# Coccymys
Coccymys är ett släkte av däggdjur som ingår i familjen råttdjur.

## Beskrivning
Dessa råttdjur förekommer på Nya Guinea. De vistas där i bergstrakter som kan vara upp till 3600 meter höga. Habitatet utgörs av fuktiga skogar och bergsängar.
Individerna når en kroppslängd (huvud och bål) av 10 till 12 cm och en svanslängd av 14 till 17 cm. Vikten ligger mellan 26 och 35 gram. Pälsen har på ovansidan en brun färg och buken är ljusare eller gråaktig. Arternas svans är bättre täckt med hår än hos närbesläktade råttdjur som Melomys och Pogonomelomys. Coccymys skiljer sig även i detaljer av skallens och tändernas konstruktion från dessa släkten.
Födan utgörs antagligen uteslutande av växtdelar som blad.

## Taxonomi
Kladogram enligt Catalogue of Life och Wilson & Reeder (2005):
| Coccymys | \| \| Coccymys albidens \| \| \| \| \| \| Coccymys ruemmleri \| \| \| \| |
|          | \| \| Coccymys albidens \| \| \| \| \| \| Coccymys ruemmleri \| \| \| \| |
|          | Coccymys albidens                                                        |
|          |                                                                          |
|          | Coccymys ruemmleri                                                       |
|          |                                                                          |

Arterna listades ursprungligen till släktena Melomys respektive Pogonomelomys och de flyttades 1990 till ett eget släkte. Wilson & Reeder (2005) listar Coccymys i Pogonomys-gruppen inom underfamiljen Murinae där även andra råttdjur från Nya Guinea ingår.
2009 beskrevs ytterligare två arter i släktet.
- Coccymys kirrhos
- Coccymys shawmayeri